# San Juan (U-Boot, 1985)
Die San Juan (Kennung: S-42) war ein U-Boot der Armada de la República Argentina (ARA), das 2017 im Südatlantik verschwand und dessen Wrack auf dem Meeresgrund erst ein Jahr später geortet wurde. Sie war die zweite Einheit der in Deutschland für Argentinien gebauten U-Boot-Klasse TR 1700. Die Klasse wird nach dem Typschiff auch als Santa-Cruz-Klasse bezeichnet. Benannt war das Boot nach der argentinischen Provinz San Juan.
Die San Juan verschwand am oder nach dem 15. November 2017 unter ungeklärten Umständen vor der argentinischen Küste im Südatlantik auf dem Weg von Ushuaia zu ihrem Heimathafen Mar del Plata. In seinem letzten Funkspruch meldete der Kommandant einen Schwelbrand im Bereich der Bugbatterien. Die argentinische Regierung stellte die Suche im Januar 2018 zunächst erfolglos ein, beauftragte aber nach Protesten von Angehörigen das US-Unternehmen „Ocean Infinity“ im August 2018 mit der weiteren Suche. Ein Tauchroboter ortete im November 2018 Teile der San Juan in 907 Meter Tiefe vor der Patagonien vorgelagerten Valdés-Halbinsel.

## Geschichte
Die San Juan lief im Juni 1983 bei den Thyssen Nordseewerken in Emden vom Stapel. Im November 1985 wurde sie in den Dienst der argentinischen Marine gestellt und nach Mar del Plata als ihren künftigen Heimathafen überführt. Von dort aus versah sie über drei Jahrzehnte ihren Dienst. Die Reichweite des U-Bootes wurde mit 15.000 sm bei 5 kn mittels Dieselmaschine (Schnorchelfahrt) und 300 sm bei 10 kn bzw. 70 sm bei 20 kn mittels Elektromotoren (tief getaucht) angegeben. Im November 2017 verschwand das Boot unter bisher ungeklärten Umständen auf einer Routinemission im Südatlantik.

### Verschwinden derSan Juan2017

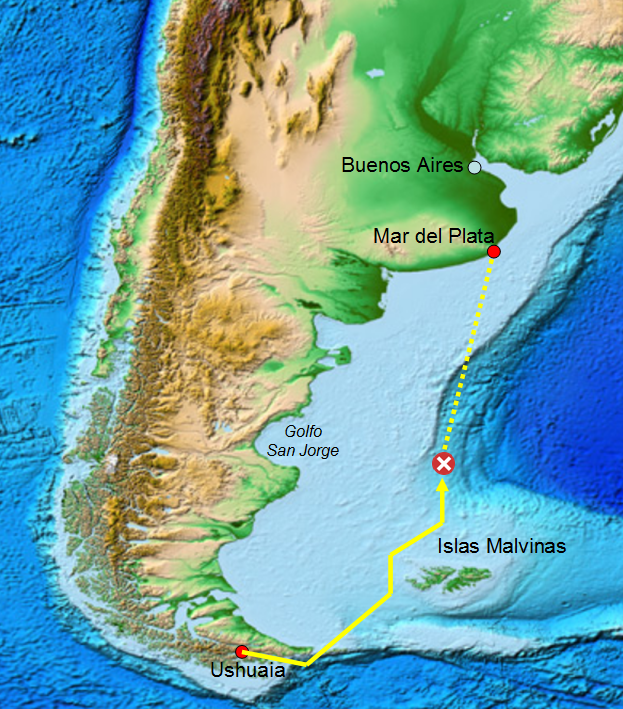
Kontaktverlust vor Argentinien

Im November 2017 brach die San Juan von Ushuaia zu einer Routinefahrt vor der Küste Patagoniens auf. Der Einsatz galt „illegaler Fischerei am Außenrand der Wirtschaftszone Argentiniens im Südatlantik“, meldete am 25. November „orf.at“. Das Schiff mit einer 44-köpfigen Besatzung an Bord, darunter Eliana Maria Krawczyk, der erste weibliche U-Boot-Offizier Südamerikas, meldete sich zuletzt am 15. November 2017 um 07:30 Uhr von einer Position 240 Seemeilen vor der Küste. Hierbei meldete es ein Auftauchen aufgrund eines Kurzschlusses bei der Stromversorgung. Daraufhin erhielt die Besatzung die Anweisung zur Kursänderung Richtung Heimatbasis Mar del Plata, wo sie am 19. November hätte eintreffen sollen. Da es sich nicht wie vorgeschrieben innerhalb von 48 Stunden erneut gemeldet hatte, gaben die argentinischen Streitkräfte das Boot am 17. November 2017 als vermisst bekannt und es begann eine internationale Suchaktion. Koordiniert wurde diese vom International Submarine Escape and Rescue Liaison Office (ISMERLO, deutsch etwa „Internationales Verbindungsbüro für U-Boot-Evakuierung und -Rettung“), einer nach dem 17 Jahre zuvor erfolgten Untergang des russischen U-Bootes Kursk ins Leben gerufenen, in England ansässigen Dienststelle der NATO.

### Suche nach dem Boot
Die Suche wurde in den ersten Tagen durch schlechte Sicht- und Wetterverhältnisse (Wind und Wellengang) im zu untersuchenden Seegebiet erschwert. Drei Schiffe mit Radar-Sonden liefen aus und verfolgten die Strecke, die die San Juan gefahren sein sollte. Bis zum 19. November beteiligten sich mehr als ein Dutzend Flugzeuge und Schiffe aus Argentinien, den USA, Großbritannien, Chile und Brasilien an der Suche. Von Seiten der USA kamen unter anderem eine Lockheed P-3 Orion der NASA und eine Boeing P-8 Poseidon der US-Marine zum Einsatz. Die Unterstützung durch das Vereinigte Königreich, das den Eisbrecher Protector und eine auf den Falklandinseln stationierte Lockheed C-130 Hercules zur Suche entsandte, sorgte für eine gewisse Aufmerksamkeit, da Argentinien und das Vereinigte Königreich beide die Falklandinseln für sich beanspruchen und 1982 einen mehrmonatigen Krieg um sie geführt hatten.
Am 18. November 2017 wurden über einen Zeitraum von fünf Stunden sieben kurze Anrufversuche per Satellitentelefon bei verschiedenen Militärstationen registriert, von denen zunächst vermutet wurde, sie könnten von dem U-Boot stammen. Die Nutzung eines Satellitentelefons wäre ein Zeichen für ein Auftauchen des U-Boots gewesen. Die Marine versuchte zusammen mit dem Betreiber Iridium Communications Inc (IRDM.O), den Ursprungsort der Signale zurückzuverfolgen; am 20. November teilte sie mit, die Signale stammten nicht von dem Satellitentelefon des vermissten U-Boots.
Am 23. November 2017 teilte ein Sprecher der argentinischen Marine mit, dass man aus den Vereinigten Staaten Informationen über ein Explosionsgeräusch erhalten habe, dessen Ursprung im Bereich der geplanten Route des verschollenen U-Bootes vermutet werde. Zweieinhalb Stunden vor diesem Ereignis habe ein letzter Funkkontakt zum U-Boot bestanden, in dem mitgeteilt wurde, dass es einen Kurzschluss in der Batterieanlage gegeben habe. Der Schaden sei aber schon behoben gewesen.
Der Wortlaut des Funkspruchs vom 15. November wurde erst am 28. November publik. „Meerwassereintritt über das Lüftungssystem in den Batterietank Nr. 3 verursachte Kurzschluss und Schwelbrand“, heißt es in der veröffentlichten Transkription bei „orf.at“. Die Bugbatterien seien außer Betrieb, das U-Boot navigiere mit den Heckbatterien weiter.
Am 25. November berichteten internationale Medien, dass Russland das Tauchboot Pantera Plus mit einer Tauchtiefe von bis zu 1000 Meter unter der Meeresoberfläche sowie das Aufklärungsschiff Jantar (mit zwei Tauchkörpern) zur Suche in noch größerer Tiefe in das Suchgebiet geschickt habe. Die USA hatten zu diesem Zeitpunkt bereits zwei Unterwasserfahrzeuge zur Sonar-Suche im Einsatz. Eines davon, das Submarine Rescue Diving Recompression System (SRDRS), hat eine maximale Tauchtiefe von 600 m. Brasilien beteiligte sich mit dem Rettungsschiff Felinto Perry (K-11). Rund 27 Schiffe, darunter das argentinische ozeanografische Schiff Victor Angelescu (IMO 9798820, Baujahr 2017, Länge 53 m) und mehr als 30 Flugzeuge aus insgesamt 13 Ländern – neben Argentinien unter anderem aus Chile, Großbritannien und den USA – waren an der Suchaktion beteiligt.
Am 30. November 2017 beendete die argentinische Marine die Suche nach Überlebenden und erklärte die Besatzung der San Juan offiziell für tot. Um das Verschwinden aufzuklären, werde aber weiterhin nach dem U-Boot gesucht. Die Suche nach dem Wrack wurde im Januar 2018 eingestellt.
Angehörige der 44 Besatzungsmitglieder demonstrierten seitdem jeden Monat in Buenos Aires für eine Fortführung der Suche. Im argentinischen Winter Ende Juni 2018 ketteten sich einige Angehörige zur Untermauerung ihrer Forderung an den Regierungspalast. Die Regierung nahm daraufhin im August 2018 ein Angebot der Spezialfirma Ocean Infinity an, bis zu 60 Tage auf eigenes finanzielles Risiko nach dem Boot zu suchen. Lediglich im Fall der Ortung der San Juan sollte Argentinien gemäß dem Abkommen 7,5 Millionen US-Dollar an das Unternehmen zahlen.
Am 17. November 2018, zwei Tage nach dem ersten Jahrestag des Verschwindens der San Juan und kurz vor Ablauf der für die Suche vereinbarten 60-Tage-Frist, gab die argentinische Marine bekannt, dass Ocean Infinity das U-Boot geortet habe. Die Fundstelle befindet sich etwa 460 Kilometer vor dem Golf San Jorge und südlich von Mar del Plata (45° 57′ S, 59° 46′ W), in 907 m Tiefe. Während Angehörige der Verschollenen eine Bergung des Wracks forderten, wies Verteidigungsminister Oscar Aguad darauf hin, dass es vermutlich keine Technologie gäbe, die eine Hebung des Bootes mit einem geschätzten Gewicht von 2300 Tonnen erlauben würde.

## Juristische Untersuchung und Verdacht gegen deutsche Firmen
Am 30. November 2017 reichten Familienangehörige von Besatzungsmitgliedern Klage gegen die argentinische Marine ein. Nach ihrer Meinung wurden Hergang und Ursache des Untergangs der San Juan vertuscht und die Öffentlichkeit desinformiert. Außerdem soll geklärt werden, ob das zum Zeitpunkt des Unglücks 34 Jahre alte und mehrfach generalüberholte Boot noch technisch in der Lage war, eine 3000 km lange Patrouillenfahrt durchzuführen.
Die „Tagesschau“ berichtete im Dezember 2017, dass bei der Generalüberholung der San Juan deutsche Unternehmen Schmiergeld bezahlt haben sollen. Nach Information des „Bayerischen Rundfunks“ dokumentierten die Firmen nicht ausreichend, welche Arbeiten genau ausgeführt wurden. Der Verdacht war unter anderem von der Vorsitzenden des Auswärtigen Ausschusses des argentinischen Parlaments geäußert worden. Das 1983 in Emden gebaute Boot war bis 2011 generalüberholt worden. An dieser Reparatur waren deutsche Firmen beteiligt; unter anderem wurden die Batterien ausgetauscht. In seinem letzten Funkspruch meldete der Kommandant der San Juan, Pedro Martín Fernández, einen Schwelbrand im Bereich der Bug-Batterien. Es war Wasser über den Schnorchel eingedrungen und hatte zu einem Kurzschluss geführt. Drei Stunden später nahmen Hydrophone eine Explosion im Südatlantik auf.
Der argentinische Ausschuss bat das deutsche Bundesinnenministerium um Mithilfe. Dieses leitete die Anfrage an das für Außenhandel zuständige Wirtschaftsministerium weiter. Im Fokus stehen nach Informationen des Bayerischen Rundfunks die deutschen Unternehmen Ferrostaal (ehemals MAN-Gruppe) in Essen und EnerSys-Hawker in Hagen. Mit ihnen schlossen argentinische Stellen einen Vertrag über die Lieferung von 964 Batteriezellen für 5,1 Millionen Euro. Argentinische Politiker sind sich laut Bayerischem Rundfunk sicher, dass dabei Schmiergeld floss, denn einige Jahre zuvor hatten dieselben Firmen über die Lieferung von Schnellbooten an Argentinien und Chile verhandelt. Dieses Geschäft kam nicht zustande, trotzdem wurden Bestechungsgelder bezahlt. Diese Zahlungen sind bei der deutschen Justiz aktenkundig. Ferrostaal wies alle Spekulationen über Korruption bei der Sanierung der San Juan zurück und griff seinerseits das argentinische Verteidigungsministerium an. Die Firma gab an, 2005 lediglich einen Vertrag über die Lieferung von Ersatzteilen und technische Unterstützungsdienstleistungen für die Batterien vermittelt zu haben, während die Hawker GmbH aus Hagen die Akkumulatoren geliefert hatte. Hawker war Zulieferer der Akkus beim Erstprodukt. Um Kosten zu sparen, so Ferrostaal, sei auf Wunsch der argentinischen Marine kein vollständiger Austausch der Akkus, sondern lediglich einzelner Zellen vorgenommen worden. Die Marine habe die Arbeiten weitgehend eigenständig auf der eigenen Werft Tandanor durchgeführt.
In Argentinien wurde bereits 2010 Anzeige wegen Korruption im Zusammenhang mit den Batterien erstattet, allerdings wurden die Ermittlungen nicht weiter verfolgt. Neben der Zahlung von Schmiergeld wurde offensichtlich nicht dokumentiert, welche Arbeiten die deutschen Unternehmen genau ausgeführt haben. Auch ist unsicher, ob die Deutschen den Batterietausch selbst überwacht und abgenommen haben.
Am 15. Dezember 2017 versetzte der argentinische Verteidigungsminister den Oberkommandierenden der Seestreitkräfte, Admiral Marcelo Srur, in den Ruhestand.
Während der Proteste der Angehörigen der verunglückten Seeleute soll der argentinische Geheimdienst diese ausspioniert haben, indem er Telefone und Aktivitäten auf sozialen Netzwerken überwachte. Präsident Mauricio Macri soll darüber informiert gewesen sein, weshalb nach seiner Amtszeit im Dezember 2021 Anklage gegen ihn erhoben wurde. Diese wurde am 15. Juli 2022 zurückgewiesen.

## Verlustursache und Abschlussbericht
Der Abschlussbericht der Untersuchungskommission des argentinischen Kongresses wurde Mitte 2019 veröffentlicht. Sie kam zu dem Schluss, dass bereits am 14. November 2017 Meerwasser in die Ventilationsanlage des Bootes eingedrungen war und dieses einen Kurzschluss in der Batterie Nr. 3 auslöste, was einen Brand verursachte. Obwohl die Besatzung am 15. November meldete, dass der Brand unter Kontrolle sei und sie auf Periskoptiefe weiterfahren wolle, war dies das letzte Lebenszeichen des Bootes.

## Kommandanten derSan Juan
Die folgende Tabelle zeigt die Kommandanten der San Juan:
| Dienstgrad         | Name                      | von           | bis                         |
| ------------------ | ------------------------- | ------------- | --------------------------- |
| Capitán de fragata | Carlos Alberto Zavalla    | November 1985 | Februar 1987                |
| Capitán de fragata | Alberto Valerio Pico      | Februar 1987  | März 1988                   |
| Capitán de fragata | Horacio Carlos Michelis   | März 1988     | August 1989                 |
| Capitán de fragata | Jorge Martin              | August 1989   | März 1991                   |
| Capitán de fragata | Rubén Pirra               | März 1991     | Februar 1992                |
| Capitán de fragata | Horacio Gustavo Fusoni    | Februar 1992  | Februar 1993                |
| Capitán de fragata | Rolando Bergallo          | Februar 1993  | Dezember 1993               |
| Capitán de fragata | Gustavo Adolfo Trama      | Dezember 1993 | Februar 1995                |
| Capitán de fragata | Ricardo Alessandrini      | Februar 1995  | Februar 1996                |
| Capitán de fragata | Enrique Alfredo Perez     | Februar 1996  | Februar 1998                |
| Capitán de fragata | Tomas Merino              | Februar 1998  | Januar 2000                 |
| Capitán de fragata | Guillermo Barrionuevo     | Januar 2000   | Februar 2002                |
| Capitán de fragata | Guillermo Tibaldi         | Februar 2002  | Februar 2003                |
| Capitán de navío   | Ricardo Luis Alessandrini | Februar 2003  | ?                           |
| ? …                | ?                         | ?             | ?                           |
| Capitán de fragata | Pedro Martín Fernández    | 2015          | November 2017 (verschollen) |

## Dokumentationen
2024 veröffentlichte Netflix die acht Teile umfassende Dokumentarserie ARA San Juan: Das verschwundene U-Boot (spanischer Originaltitel: ARA San Juan: El submarino que desapareció), welche die Geschehnisse um den Untergang des U-Bootes beleuchtet.